# Computer Algebra System
Computer Algebra System (forkortet CAS) er en betegnelse for lommeregnere og software, som kan foretage symbolsk manipulation af matematiske udtryk, herunder at løse ligninger med eksakte løsninger; for at løse en ligning kræves typisk kommandoen solve(...). Flere CAS-værktøjer kan også foretage beregninger indenfor differetialregning (altså beregne differentialkvotienter), kommandoen er ofte diff(...); samt foretage beregninger indenfor integralregning (dvs. beregne stamfunktioner samt beregne ubestemte integraler såvel som bestemte integraler. Kommandoen er for nogle CAS-værtøjer: int(...). Enkelte CAS-værktøjer kan endda løse differentialligninger algebraisk; hvilket typisk gøres via kommandoen desolve(...) eller dsolve(...).
Til CAS-værktøjer hører flere af Texas Instruments grafregnere (TI-89 samt TI-Nspire CAS bl.a.) samt kommerciel software (f.eks. Maple og Wolfram Mathematica) og fri software (fx Geogebra og Xcas samt Yacas).

## Tabel
over nogle CAS-softwares
| Navn                                  | Software licens             | Programmeringssprog    | MS Windows | macOS                | Linux  | Andre OS      | Kommando løser differentialligning                                          | Note og kilde       |
| ------------------------------------- | --------------------------- | ---------------------- | ---------- | -------------------- | ------ | ------------- | --------------------------------------------------------------------------- | ------------------- |
| CPMP-Tools                            | freeware eller fri software | java                   | Windows    | macOS                | Linux  |               |                                                                             | [ 13 ]              |
| ExpressionsinBar                      | freeware eller fri software | ?                      |            | 64 bit app for macOS |        |               | desolve({\displaystyle y'=b\cdot y-a} , {\displaystyle y})                  | [ 14 ]              |
| GeoGebra                              | freeware eller fri software | java                   | Windows    | macOS                | Linux  | Android & iOS | SolveODE(                                                                   | også som web app    |
| Maple *                               | kommerciel                  | C, Java, Maple         | Windows    | macOS                | Linux  |               | dsolve{\displaystyle (y'(x)=k\cdot y(x)} , {\displaystyle y(x))}            | [ 18 ]              |
| Mathematica *                         | kommerciel                  | Wolfram Language, Lisp | Windows    | macOS                | Linux  | Solaris       | DSolve({\displaystyle y'=k\cdot y} , {\displaystyle y})                     | også som web app    |
| MATLAB                                | kommerciel                  | C/C++, MATLAB          | Windows    | macOS                | Linux  |               |                                                                             | [ 22 ]              |
| Maxima                                | freeware eller fri software | Common Lisp            | Windows    | macOS                | Linux  | Android       | ode2 (eqn, dvar, ivar)                                                      | også som online app |
| SageMath                              | freeware eller fri software | Python 3               | Windows    | macOS                | Linux  |               | desolve({\displaystyle y'=b\cdot y-a} , {\displaystyle y})                  | [ 26 ]              |
| Singular                              | freeware eller fri software | C++                    | Windows    | macOS                | Linux  |               |                                                                             | findes også online  |
| TI-Nspire CX CAS                      | kommerciel                  | ?                      | Windows    | macOS                |        |               | deSolve({\displaystyle y'=b\cdot y-a}, {\displaystyle x},{\displaystyle y}) | [ 30 ] [ 31 ]       |
| TI-89 simulator & TI-92 Plus emulator | freeware eller fri software | ?                      | online     | online               | online | online        | deSolve({\displaystyle y'=b\cdot y-a}, {\displaystyle x},{\displaystyle y}) | [ 32 ] [ 33 ]       |
| Xcas                                  | freeware eller fri software | C++                    | Windows    | macOS                | Linux  |               | desolve({\displaystyle y'=b\cdot y-a} , {\displaystyle y})                  | [ 35 ]              |
| Yacas                                 | freeware eller fri software | C++                    | Windows    | macOS                | Linux  |               | OdeSolve({\displaystyle y''-4*y==0} )                                       | [ 37 ]              |

* løser også triple integraler.